# Großsteingrab Klein Hesebeck
Das Großsteingrab Klein Hesebeck war eine megalithische Grabanlage der jungsteinzeitlichen Trichterbecherkultur bei Klein Hesebeck, einem Ortsteil von Bad Bevensen im Landkreis Uelzen (Niedersachsen). Es wurde im 19. Jahrhundert zerstört. Das Grab befand sich südöstlich des Ortes. Es wurde in den 1840er Jahren durch Georg Otto Carl von Estorff dokumentiert, war aber bereits damals zerstört und konnte deshalb nicht näher beschrieben werden. Über Ausrichtung, Maße und Grabtyp liegen keine Informationen vor. Aus der Kartensignatur geht lediglich hervor, dass es ein rechteckiges Hünenbett besessen hatte.